# Santa Cruz del Sur
Pour les articles homonymes, voir Santa Cruz.
Santa Cruz del Sur est une localité et une municipalité de Cuba dans la province de Camagüey.

## Géographie

### Situation
Santa Cruz del Sur est sur la rive sud de l'île de Cuba, entre la partie centrale et la partie sud-est du pays, dans la pointe sud-est de la province de Camagüey, et sur la rive nord du golfe de Guacanayabo à l'entrée de ce dernier. Par route elle se trouve à 
610 km au sud-est de La Havane et
82 km sud de Camagüey sa capitale de province.
La ville est sur la côte. La municipalité est traversée par le fleuve Najasa, qui se déverse dans le golfe de Guacanayabo à environ 4 km à l’est de la ville de Santa Cruz del Sur.
L'extrémité est du parc national Jardines de la Reina (un archipel) est à moins de 20 km de la municipalité.

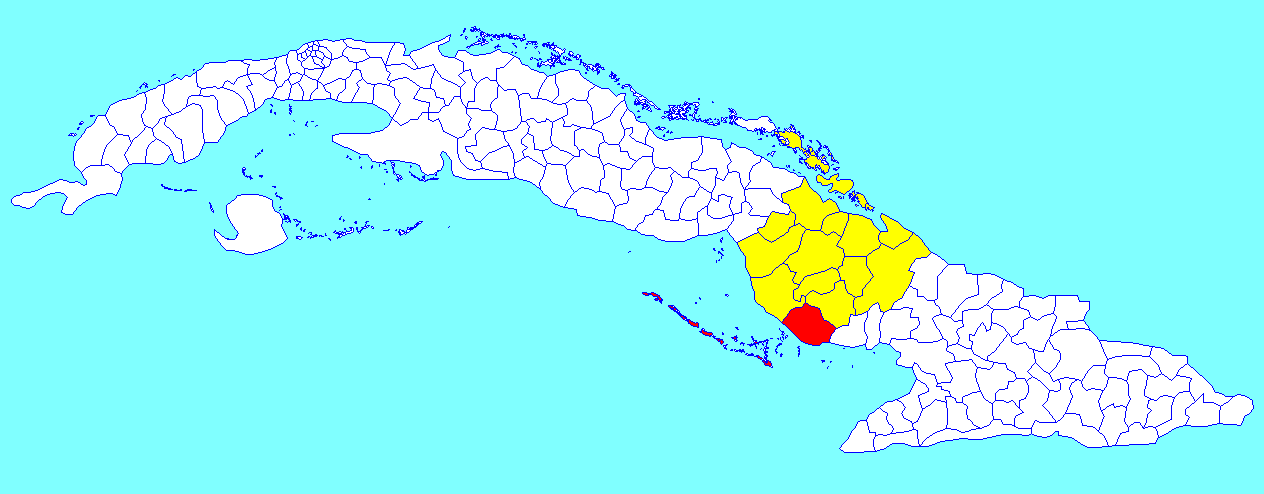
Municipalité de Santa Cruz del Sur dans la province de Camagüey
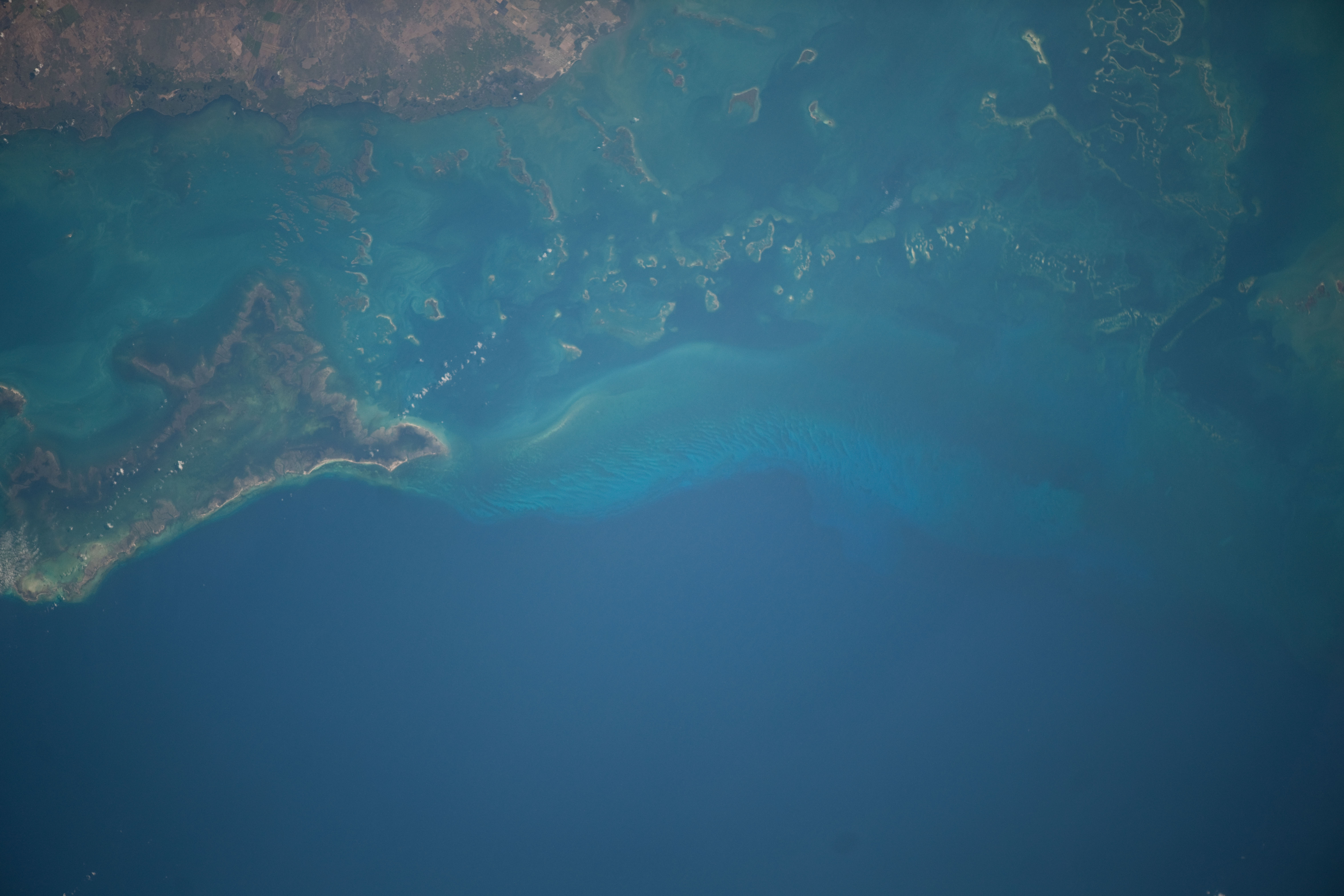
Santa Cruz del Sur contre le bord de la photo en haut ; cayos Pingues (de l'archipel Jardines de la Reina) au milieu à gauche

### Divisions administratives
Santa Cruz del Sur a dix consejos populares :
- Forestal
- El Carmen
- Cándido González
- Jesús Suárez Gayol
- La Jagua
- Flor de Mayo
- Arroyo Blanco
- Caobita
- Santa Cruz Norte
- Haití

## Population
En 2022 la population de la municipalité est estimée à 39 919 habitants. Pour une surface de 1 238 km2, la densité est de 32,25 habitants/km².

## Histoire
La municipalité est fondée le 17 mars 1871.

## Personnalités nées à Santa Cruz del Sur
- Ibrahim Rojas Blanco, césiste, né en 1975